# 珍珠色

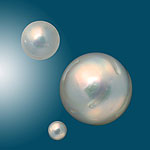
珍珠

珍珠色是一种浅色的米白色调。它是珍珠平均颜色的代表。
"珍珠色" 这个英文词汇出现在英语中作为颜色名称的记录可以追溯到1604年。

当需要一种类似米白色调的浅色调时，"珍珠色"被用于室内设计中。

## 养殖珍珠
养殖珍珠是Crayola公司的Pearl Brite彩色蜡笔系列之一 ，其色号与烟白色相同， 均为16色彩色蜡笔套装中的颜色之一。 

## 其他
- 顏色列表